# Neopistria esmeralda
Neopistria esmeralda är en fjärilsart som beskrevs av W. Warren 1911. Neopistria esmeralda ingår i släktet Neopistria och familjen nattflyn. Inga underarter finns listade i Catalogue of Life.